# Mercedes (Texas)
Mercedes é uma cidade localizada no estado norte-americano de Texas, no Condado de Hidalgo.

## Demografia
Segundo o censo norte-americano de 2000, a sua população era de 13.649 habitantes.
Em 2006, foi estimada uma população de 14.734, um aumento de 1085 (7.9%).

## Geografia
De acordo com o United States Census Bureau tem uma área de
22,4 km², dos quais 22,2 km² cobertos por terra e 0,2 km² cobertos por água. Mercedes localiza-se a aproximadamente 21 m acima do nível do mar.

## Localidades na vizinhança
O diagrama seguinte representa as localidades num raio de 8 km ao redor de Mercedes.